# David Gaider

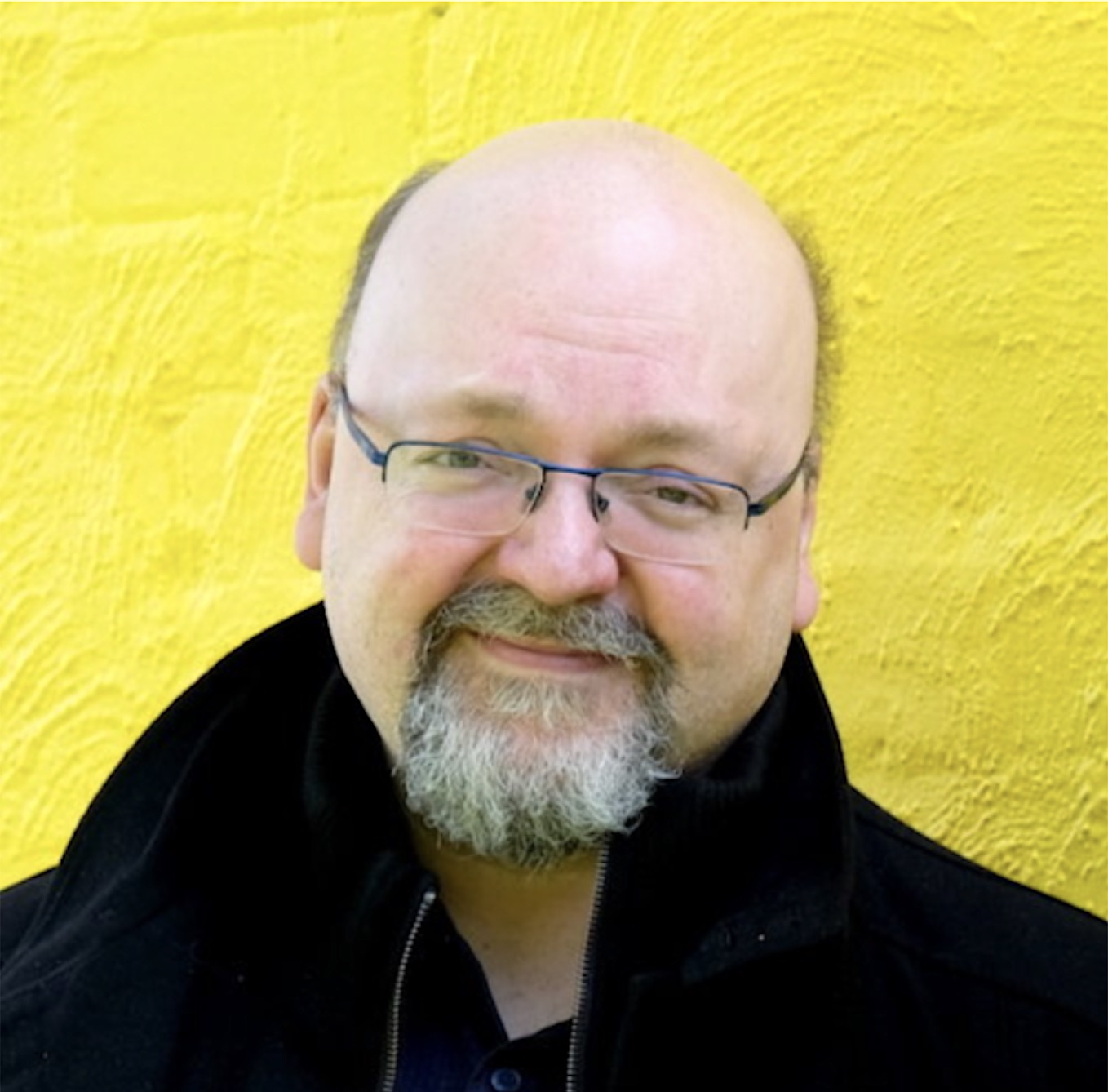
David Gaider, 2020

David Gaider (* 25. Oktober 1971 in Edmonton) ist ein kanadischer Computerspieldesigner und Buchautor. Er hatte von 1999 bis 2016 für den kanadischen Entwickler BioWare gearbeitet.

## Karriere
Vor seinem Einstieg in die Computerspieleindustrie arbeitete Gaider im Dienstleistungssektor, vorwiegend für Restaurants und Hotels. In seiner Freizeit betreute er unter anderem ein Play-by-E-Mail-Rollenspiel, für das er auch ein Regelbuch schrieb und drucken ließ. Als der kanadische Entwickler BioWare 1999 nach zusätzlichen Mitarbeitern suchte, wurde er von einem dort angestellten Freund empfohlen und zu einem Interview eingeladen. Ein daraus resultierendes Stellenangebot lehnte Gaider, der zu diesem Zeitpunkt als Manager eines Hotels arbeitet, zuerst noch ab. Als sein Arbeitgeber jedoch kurze Zeit später übernommen und Gaider entlassen wurde, ließ er sich schließlich doch als Game Designer verpflichten.
Sein erster Titel für Bioware war die Fortsetzung des AD&D-Computerrollenspiel Baldur’s Gate, für das er Dialoge schrieb, Spielareale gestaltete und Scripting-Aufgaben übernahm. Nach der Fertigstellung von Neverwinter Nights und Star Wars: Knights of the Old Republic war er beteiligt an der Ausarbeitung der Dragon-Age-Spielwelt und agierte als Lead Writer für Dragon Age: Origins und Dragon Age 2. 2009 veröffentlichte er das Buch Dragon Age: Der gestohlene Thron, das die Vorgeschichte des Spiels Dragon Age: Origins erzählt und begleitend zum Release des Spiels erschien. 2010 folgte mit Dragon Age: Ruf der Grauen Wächter eine Fortsetzung seines ersten Romanes. Ein weiterer Roman im Dragon-Age-Universum mit dem Untertitel Asunder (Zerrissen) wurde im Dezember 2011 veröffentlicht. Nach der Veröffentlichung des Spiels Dragon Age: Inquisition (2014) übergab Gaider im März 2015 die Verantwortung als Hauptautor der Reihe an Patrick Weekes, um sich einem neuen Spieleprojekt Biowares zu widmen.
Als Einflüsse für seine Arbeiten als Game Designer und Autor gab Gaider die Spieledesigner Chris Avellone und Sid Meier, den Filmemacher Joss Whedon und Fantasyautor George R. R. Martin an.
Am 22. Januar 2016 verließ Gaider Bioware nach 17 Jahren in der Firma. Im Februar 2016 fing er beim ebenfalls kanadischen Entwickler Beamdog als Creative Director an.

## Arbeiten

### Computerspiele
- 2000: Baldur’s Gate 2
- 2002: Neverwinter Nights
- 2003: Star Wars: Knights of the Old Republic
- 2009: Dragon Age: Origins
- 2011: Dragon Age 2
- 2014: Dragon Age: Inquisition
- 2019: Anthem
- 2023: Stray Gods: The Roleplaying Musical

### Bücher
Romane
- Dragon Age: Der gestohlene Thron. Panini Verlag, 2009, ISBN 3-8332-1941-6.
- Dragon Age: Ruf der Grauen Wächter. Panini Verlag, 2010, ISBN 3-8332-2058-9.
- Dragon Age: Zerrissen. Panini Verlag, 2012, ISBN 978-3-8332-2526-0.

Comics
- David Gaider, Alexander Freed, Chad Hardin: Dragon Age Library Edition, Dark Horse Comics, 2014, ISBN 978-1-61655-384-5. Comicsammlung, bestehend aus den Einzelveröffentlichung:
  - David Gaider, Alexander Freed, Chad Hardin: The Silent Grove, Dark Horse Comics, 2012, ISBN 978-1-59582-916-0.
  - David Gaider, Alexander Freed, Chad Hardin: Those Who Speak, Dark Horse Comics, 2013, ISBN 978-1-61655-053-0.
  - David Gaider, Chad Hardin: Until We Sleep, Dark Horse Comics, 2013, ISBN 978-1-61655-219-0.

Hintergrundwerke
- David Gaider: Dragon Age: The World of Thedas Volume 1, Dark Horse Books, 2013, ISBN 978-1-61655-115-5.
- David Gaider: Dragon Age: The World of Thedas Volume 2, Dark Horse Books, 2015, ISBN 978-1-61655-501-6.

## Weblink
- David Gaider bei MobyGames (englisch)